# Minimalismo (informática)
En el campo de la informática, minimalismo se refiere a la aplicación de filosofías minimalistas y principios en uso y diseño de hardware y software.

## Historia
En los años 50, algunas computadoras centrales tenían solamente mil caracteres de memoria. En los 60, tenían de 4 a 64 kilobytes de memoria.
A finales de la década de los 60 y al inicio de los años 70, con la aparición de las generaciones más tempranas de computadoras personales, los programadores debían tener en cuenta que sus programas no usaran demasiados recursos. 8 o 16 kilobytes de RAM eran lo normal, y 64 KB eran considerados una cantidad enorme de RAM, como lo era el máximo de los CPU de 8-bit de la época.
La memoria no volátil abarca desde los discos flexibles de 88KB hasta los costosos discos duros de 10MB. La memoria de los computadores personales ha aumentado en varios órdenes de magnitud con el tiempo, donde los requerimientos del sistema permanecieron similares a los del software legacy mientras el tiempo transcurría, haciendo que incluso los programas más elaborados y ricos en características de hace mucho tiempo parecieran minimalistas en comparación al software actual. Muchos de estos programas ahora se consideran abandonware. Así como se aumentan las capacidades y requerimientos del sistema de la mayoría de software de escritorio y sistemas operativos, algunos programadores decidieron adoptar la filosofía de minimalismo y eligieron limitar sus programas a un tamaño predefinido.
A inicios del siglo XXI, las aplicaciones cambiantes para los dispositivos de computación habían traído el minimalismo a un plano principal. Ya no era necesario comprar un computador de alta categoría para realizar tareas sencillas. La difusión de dispositivos como los teléfonos inteligentes, netbooks y los ordenadores de enchufe han hecho que el minimalismo sea un aspecto importante en su diseño. Google Chrome y Google Chrome OS son frecuentemente citados como ejemplos de minimalismo.

## Uso
Los desarrolladores pueden crear interfaces de usuario muy sencillas, mediante la eliminación de los botones y cuadros de diálogo que podrían ser potencialmente confusas para el usuario.
El minimalismo es a veces usado en su significado de artes visuales, particularmente en el diseño industrial del dispositivo de hardware o el tema de la interfaz. John Millar Carroll, en su libro Minimalism Beyond the Nuremberg Funnel señaló que el uso del minimalismo resultó en una curva de aprendizaje reducida (o nula) con el beneficio de crear dispositivos "de uso instantáneo" como videojuegos, cajeros automáticos y quioscos que no requieren que el usuario lea manuales.

Investigadores en el campo de las interfaces de usuario han realizado experimentos sugiriendo que el minimalismo, como es ilustrado por los principios de diseño de parsimonia y transparencia, aumenta la eficiencia y la facilidad de aprendizaje.
El minimalismo esta implícito en la filosofía de Unix de "Haz solo una cosa y hazla bien".